# 李之皡
李之皞（1549年—1610年），字克醇，號莘堯，湖廣承天府潛江縣人，明朝政治人物。

## 生平
萬曆十三年（1585年）乙酉科湖廣鄉試舉人。萬曆二十年（1592年）壬辰科三甲三十三名進士，刑部觀政，二十一年授寧國府儒學教授，二十三年擢南国子监博士，寻擢监丞，二十五年擢南户部主事，二十六年督扬州钞关，本年升员外郎。二十七年迁郎中，三十二年升四川參議兼佥事，三十五年考察調用。卒年六十一，後以子李奂令无极县，加赠朝議大夫。

## 家族
曾祖父李鑾，貢士、贈文林郎；祖父李宗信，府同知，祀乡贤；父李鳴，嘉靖戊午經魁，官知縣。